# Antonio Dal Masetto
Antonio Dal Masetto (* 14. Februar 1938 in Intra, Piemont; † 2. November 2015 in Buenos Aires) war ein argentinischer Schriftsteller italienischer Herkunft. 

## Leben
Antonio Dal Masetto wanderte zusammen mit seiner Familie nach Argentinien aus und ließ sich 1950 in Salto (Provinz Buenos Aires) nieder. 
Lange Zeit arbeitete Antonio Dal Masetto für die überregionale Tageszeitung Página/12. 
Antonio Dal Masetto starb am 2. November 2015 im Alter von 77 Jahren in Buenos Aires.

## Ehrungen
1964 Premio Casa de las Américas für die Erzählungen Lacre. 

## Verfilmungen
- 1985 wurde sein Roman Hay unos tipos abajo von Regisseur Rafael Filipelli fürs Kino verfilmt.

## Werke (Auswahl)
- Drei Mädchen ohne Furcht und Tadel. Roman (Tres genias en la magnolia). Rotpunktverlag, Zürich 2012, ISBN 978-3-85869-473-7.
- Als wärs ein fremdes Land. Roman (La tierra incomparable). Rotpunktverlag, Zürich 2010, ISBN 978-3-85869-414-0.
- Als wäre alles erst gestern gewesen. Roman (Oscuramente fuerte es la vida). Rotpunktverlag, Zürich 2008, ISBN 978-3-85869-375-4.
- Blut und Spiele. Roman (Bosque). Rotpunktverlag, Zürich 2006, ISBN 978-3-85869-324-2.
- Blut und Spiele. Roman (Bosque). Suhrkamp, Frankfurt/M. 2008, ISBN 978-3-518-46002-3.
- Noch eine Nacht. Roman (Siempre es difícil volver a casa). Suhrkamp, Frankfurt/M. 2008, ISBN 978-3-518-45938-6.
- Noch eine Nacht. Roman (Siempre es difícil volver a casa). Rotpunktverlag, Zürich 2007 (2. Auflage), ISBN 978-3-85869-309-9.
- Unten sind ein paar Typen. Roman (Hay uns tipos abajo). Rotpunktverlag, Zürich 2007, ISBN 978-3-85869-352-5.